# Гриф (издательство)

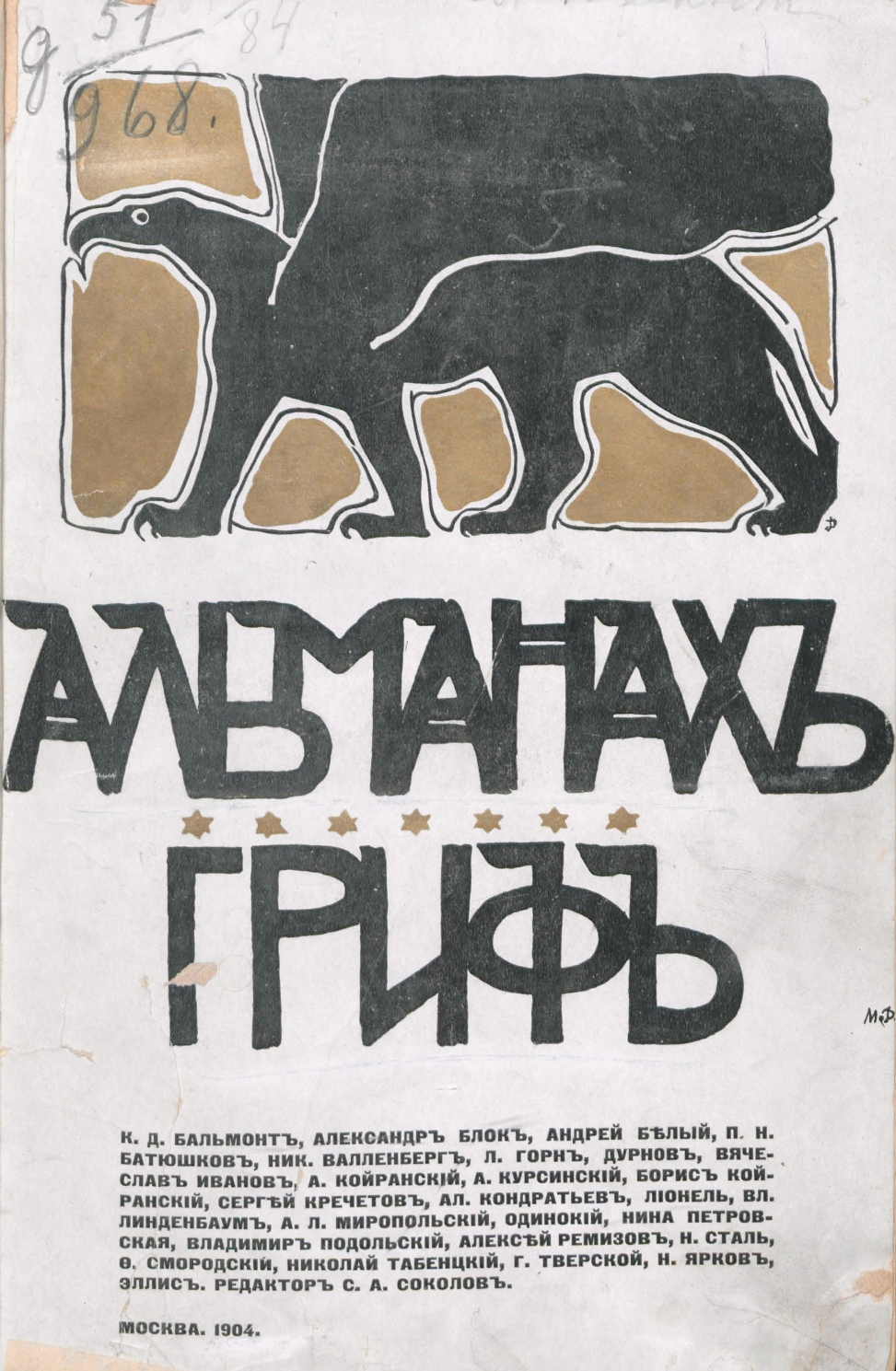
Обложка альманаха «Гриф» (1904)

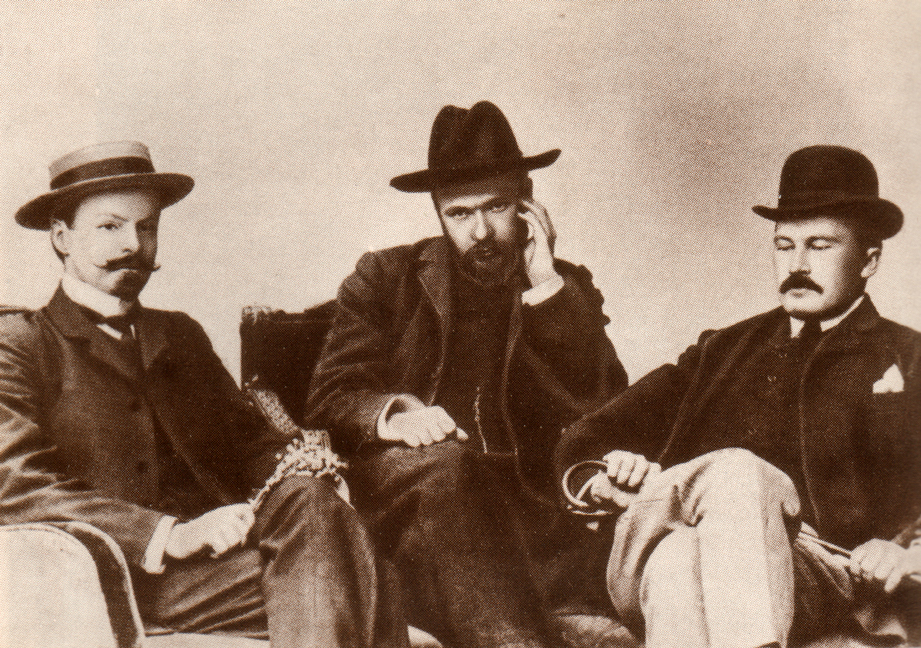
Редакция издательства «Гриф»: К. А. Бальмонт, А. А. Курсинский, М. А. Дурнов.

«Гриф» — московское издательство. Основатель и главный редактор — С. А. Соколов (публиковавшийся под псевдонимом Сергей Кречетов). К издательству примыкала крайняя религиозно-мистическая группа символистов, противостоявшая эстетизму брюсовской группы (издательство «Скорпион»). К «Грифу» тяготели «младшие символисты», группа «аргонавтов».
Издательством «Гриф» выпущено 4 альманаха «Гриф» (1903, 1904, 1905, 1914) с участием А. Белого, А. Блока, В. Иванова, Эллиса, К. Бальмонта, М. А. Дурнова, А. А. Курсинского и многих других. В альманахе 1903 года впервые появились в печати стихи Белого и Блока. «Грифом» издан первый сборник стихов Блока, книги Белого, Бальмонта, Анненского и ряда второстепенных авторов, примыкавших к символизму — Н. Петровской, Миропольского и других, а также самого редактора — Сергея Кречетова.